# Menalon Trail

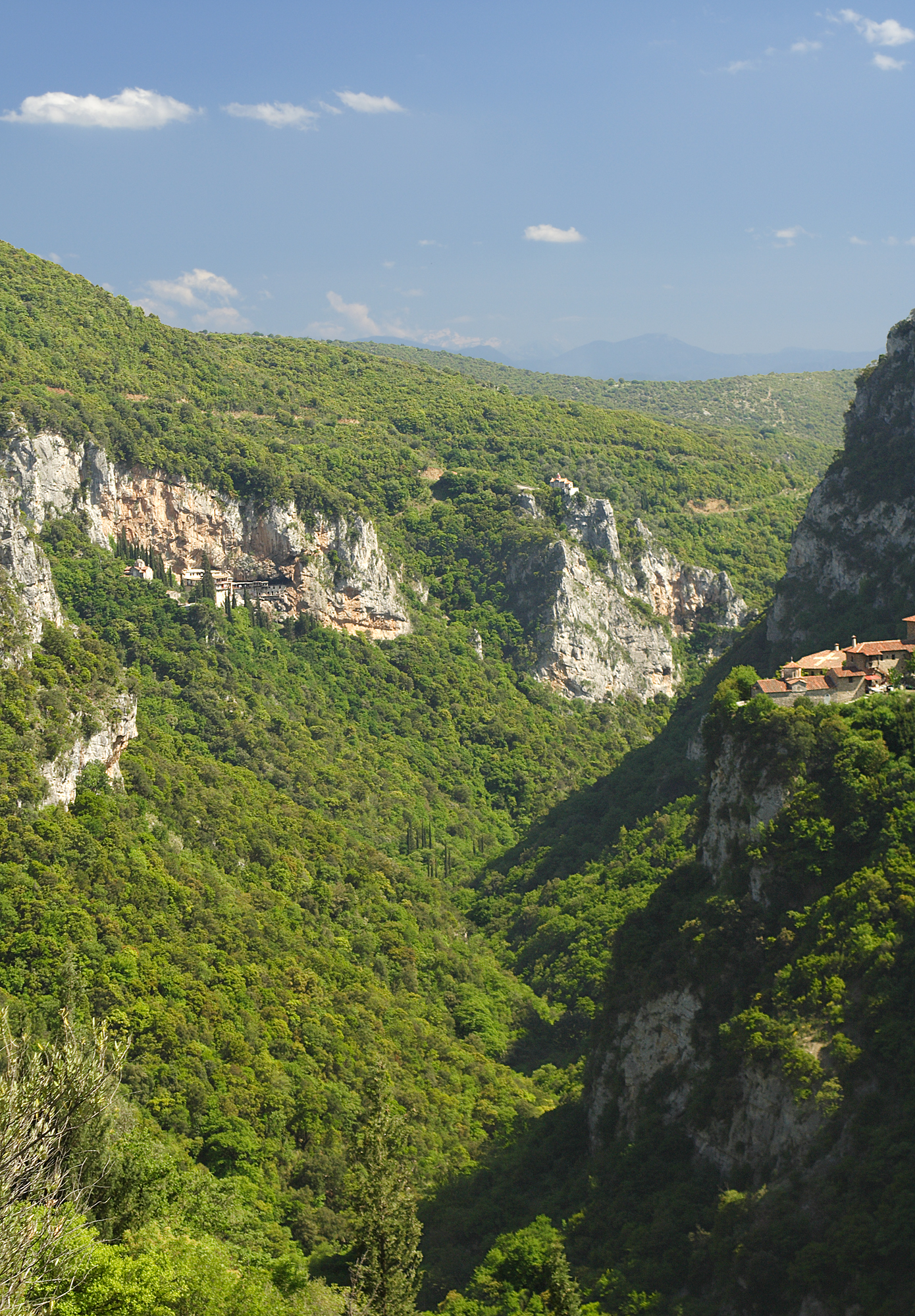
Lousioskloof

De Menalon Trail is een langeafstandswandelpad in de Peloponnesos in Griekenland. De bewegwijzerde (zwarte M in de vorm van bergen) route door Arcadië is 75,2 kilometer lang door de bergen en de Lousioskloof, met een hoogteverschil tussen  420 en 1550 m. De route is onderverdeeld in acht etappes.